# Oberdorla
Oberdorla  ist ein Ortsteil der Landgemeinde Vogtei im westthüringischen Unstrut-Hainich-Kreis (Deutschland).

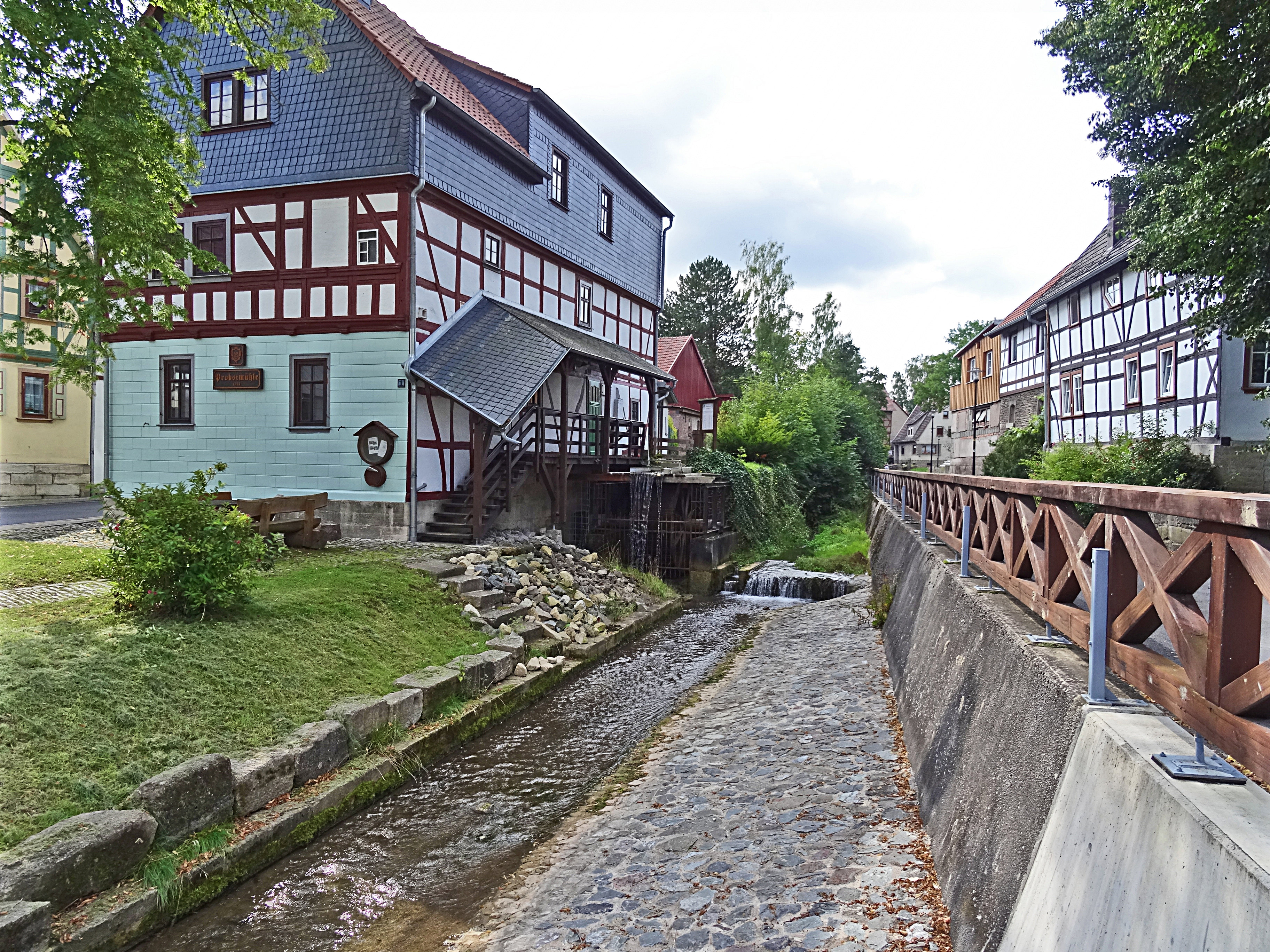
Probstmühle am Wilden Graben

## Geschichte
Das Gebiet wurde 50 n. Chr. von zwei germanischen Volksstämmen, den Cheruskern und Hermunduren, besiedelt. Oberdorla hieß um 860 Thurnilohum, Durnloha (932), Durlon (1220) und seit 1330 Dorla. Auch die spätere Ortsnamensendung -a weist auf das Vorhandensein eines Gewässers hin. Tatsächlich wurde die Ortsgründung durch die stark schüttenden Karstquellen Kainspring und Melchiorbrunnen westlich von Oberdorla begünstigt, die Trinkwasser und Antriebskraft für sieben Mühlen boten. Ortsbildprägend sind bis heute:
- die Riethmühle
- die Zengsmühle
- die Probstmühle
- die Marktmühle[3]
- die Wiesenmühle

Oberdorla wird erstmals 805 in einer Schenkungsurkunde eines Grafen Erpho, vermutlich von Bilstein urkundlich erwähnt.
987 baute Graf Wigger von Bilstein in Oberdorla die St.-Peter-und-Paul-Kirche sowie ein daran angeschlossenes Stift, das Reichtum und Macht erlangte, und schenkte den Dorlaern den Hainichwald. Der Vorsteher des Stiftes war gleichzeitig Archidiakon des Archidiakonats, einer der vier nordthüringischen Kirchenorganisationen, die eine ziemliche Macht hatten. Dieses Stift der Augustiner-Chorherren bestand bis 1472 und wurde 1487 in die Stadt Langensalza verlegt. Oberdorla gehörte zur Vogtei Dorla, eine zur Ganerbschaft Treffurt gehörigen Verwaltungseinheit.
Zwei Brände 1666 und 1713 zerstörten den Ort vollständig bzw. fast vollständig.
Die Gemeinde Oberdorla schloss sich am 31. Dezember 2012 mit weiteren Gemeinden der Verwaltungsgemeinschaft Vogtei zur neuen Gemeinde Vogtei, mit Sitz in Oberdorla, zusammen.

## Bürgermeister
Der letzte ehrenamtliche Bürgermeister Winfried Bötticher wurde am 6. Juni 2010 wiedergewählt.

## Wappen
Blasonierung: „In Gold ein dreiblättriger grüner Eichenzweg mit drei schwarzen Früchten.“
Das Wappen symbolisiert den Waldreichtum im Gemeindegebiet.

## Kultur und Sehenswürdigkeiten

### Feste

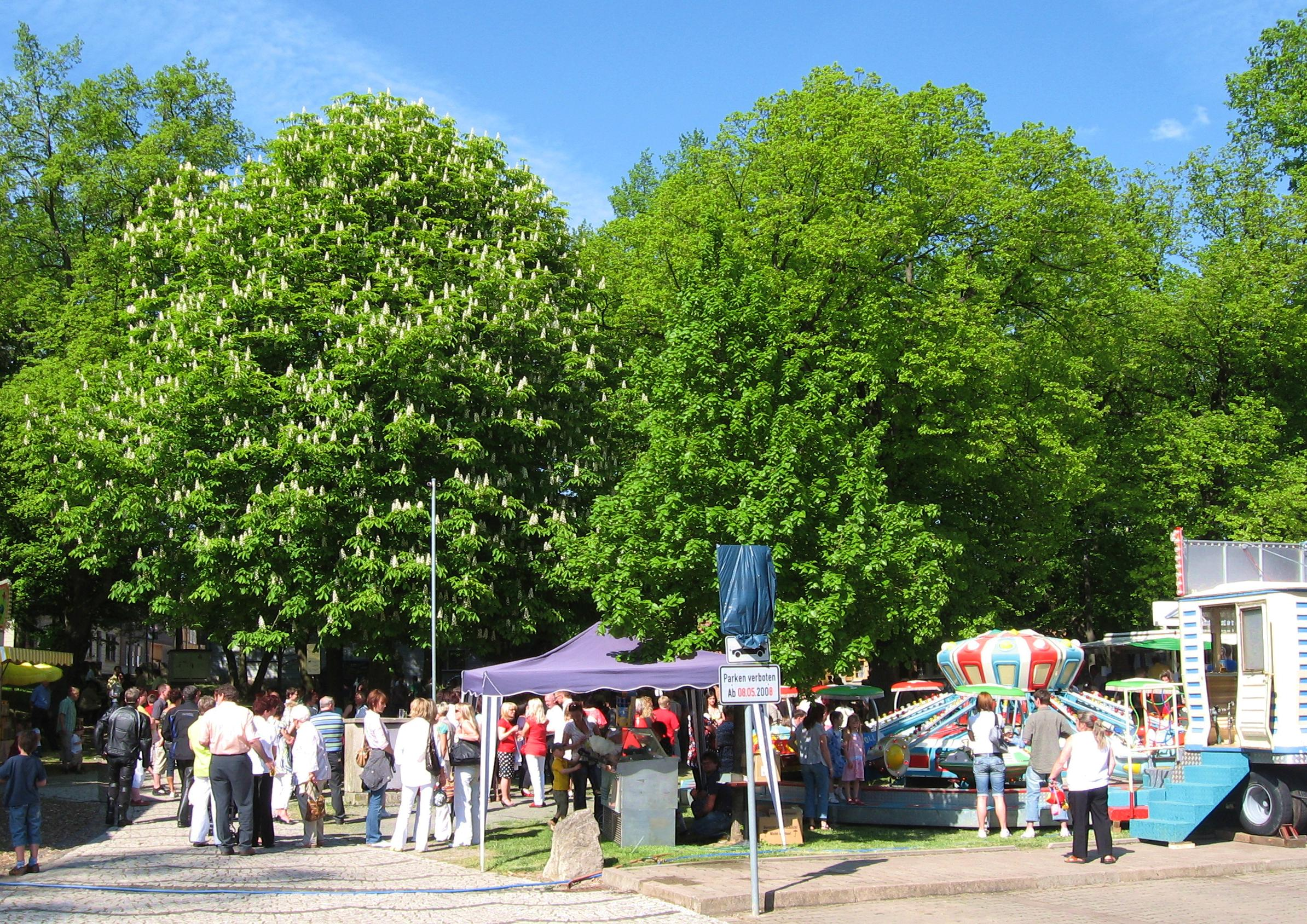
Der Anger: Mittelpunkt des aktiven Dorflebens

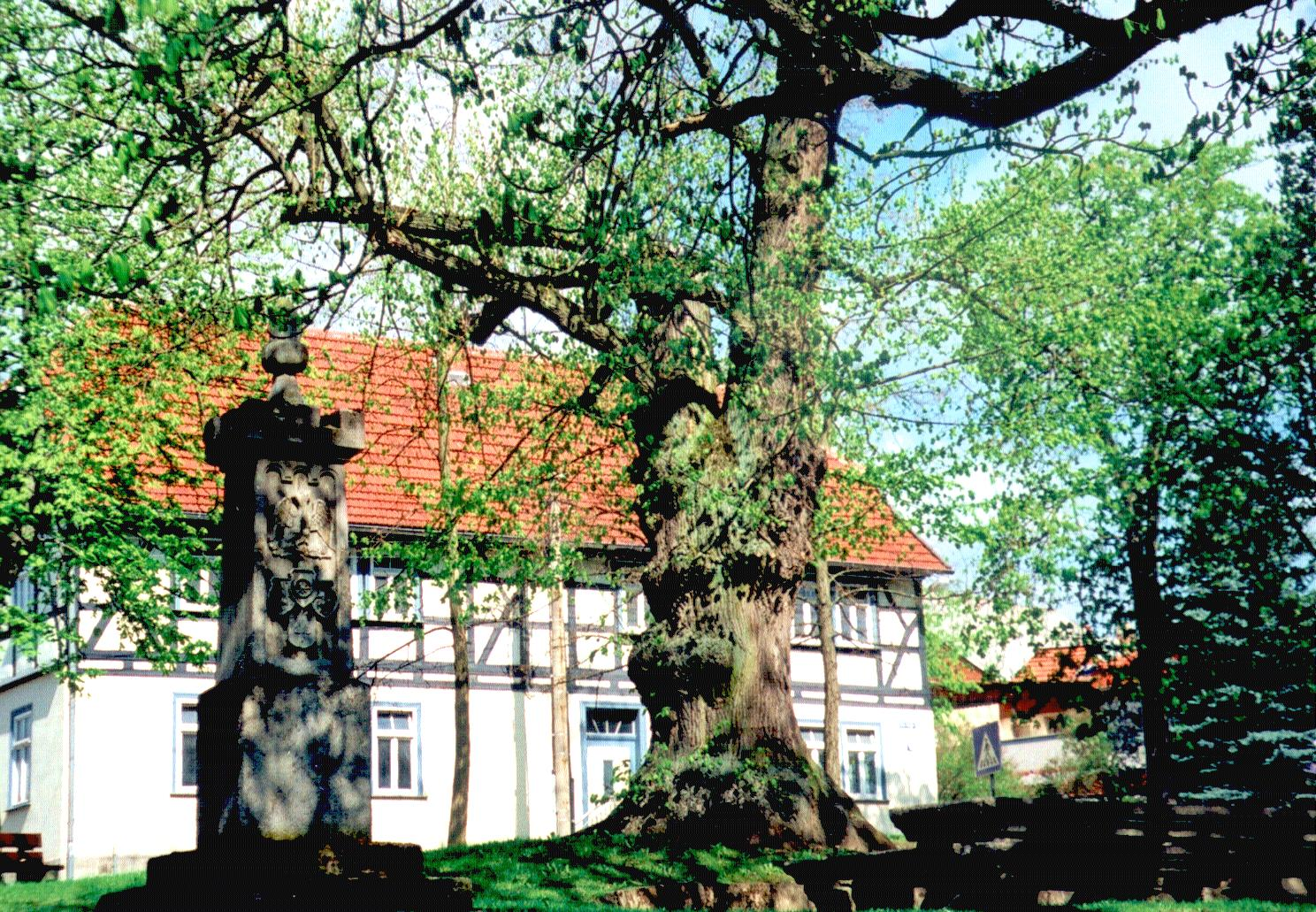
Dorfanger mit Denkmal und Steintisch, Heimatstube im Hintergrund

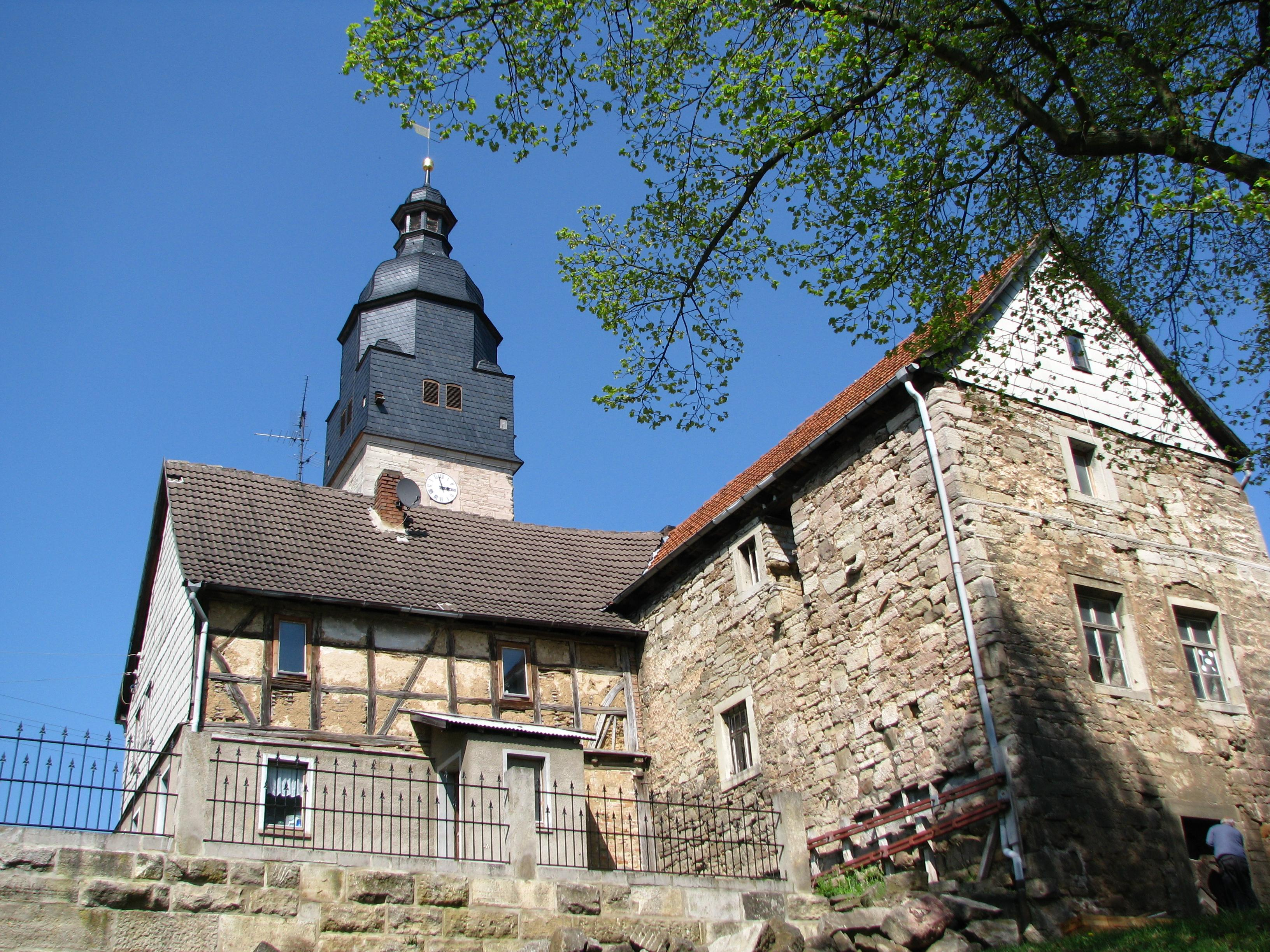
Die evangelische Kirche Sankt Peter und Paul; im Vordergrund das Gebäude des ehemaligen Stifts

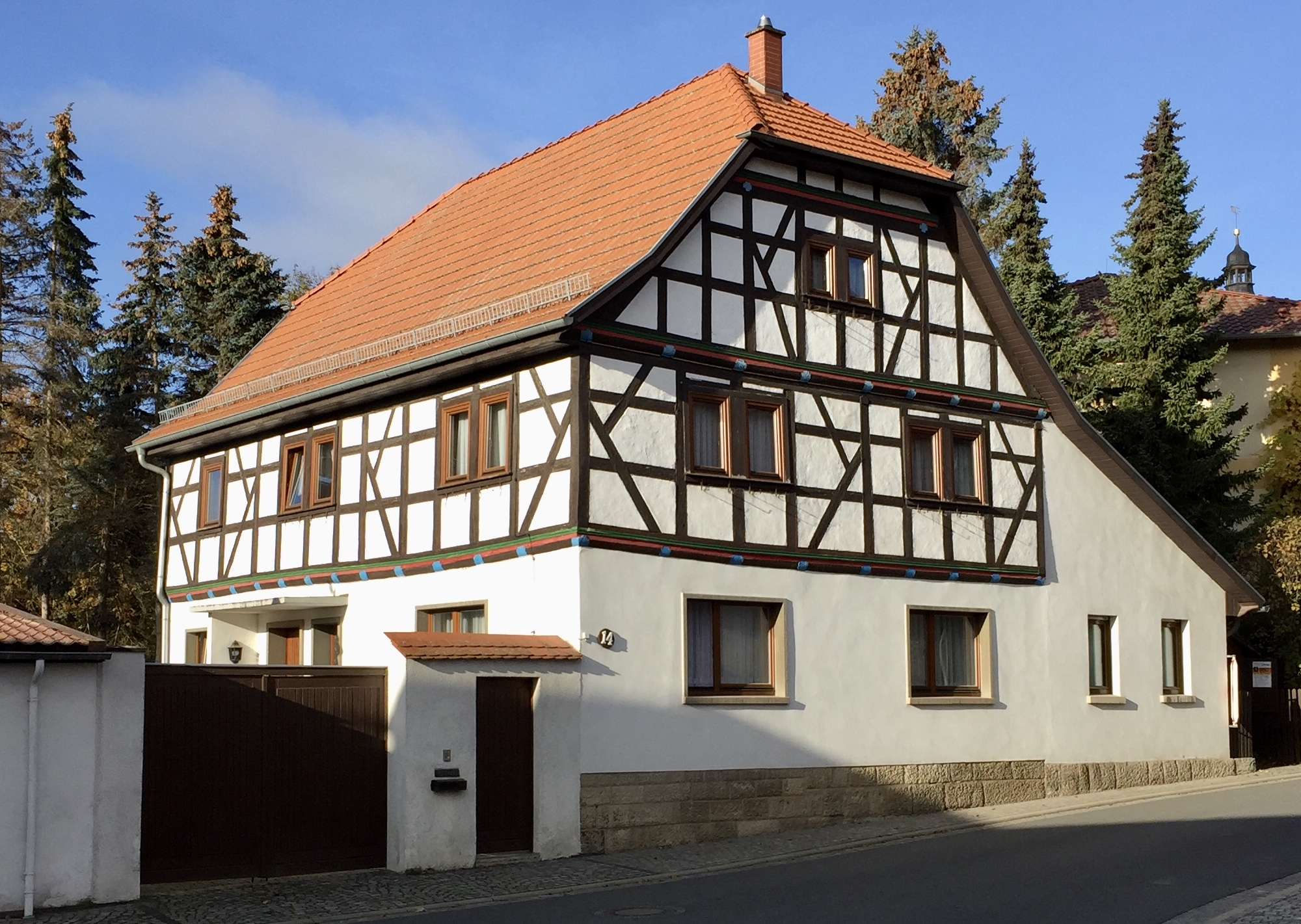
Das ehemalige Badehaus

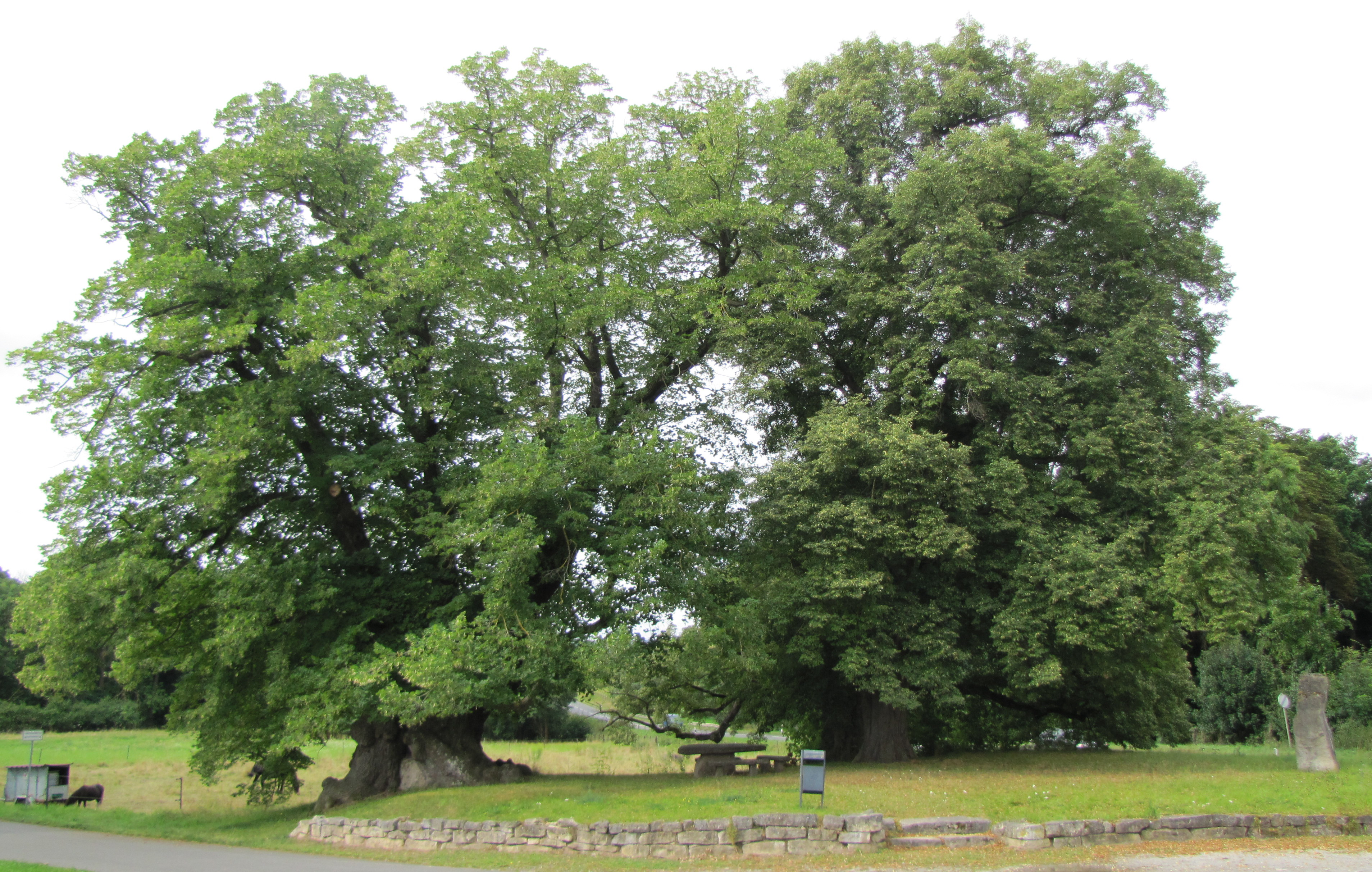
Die Mahllinden bei Oberdorla 2021

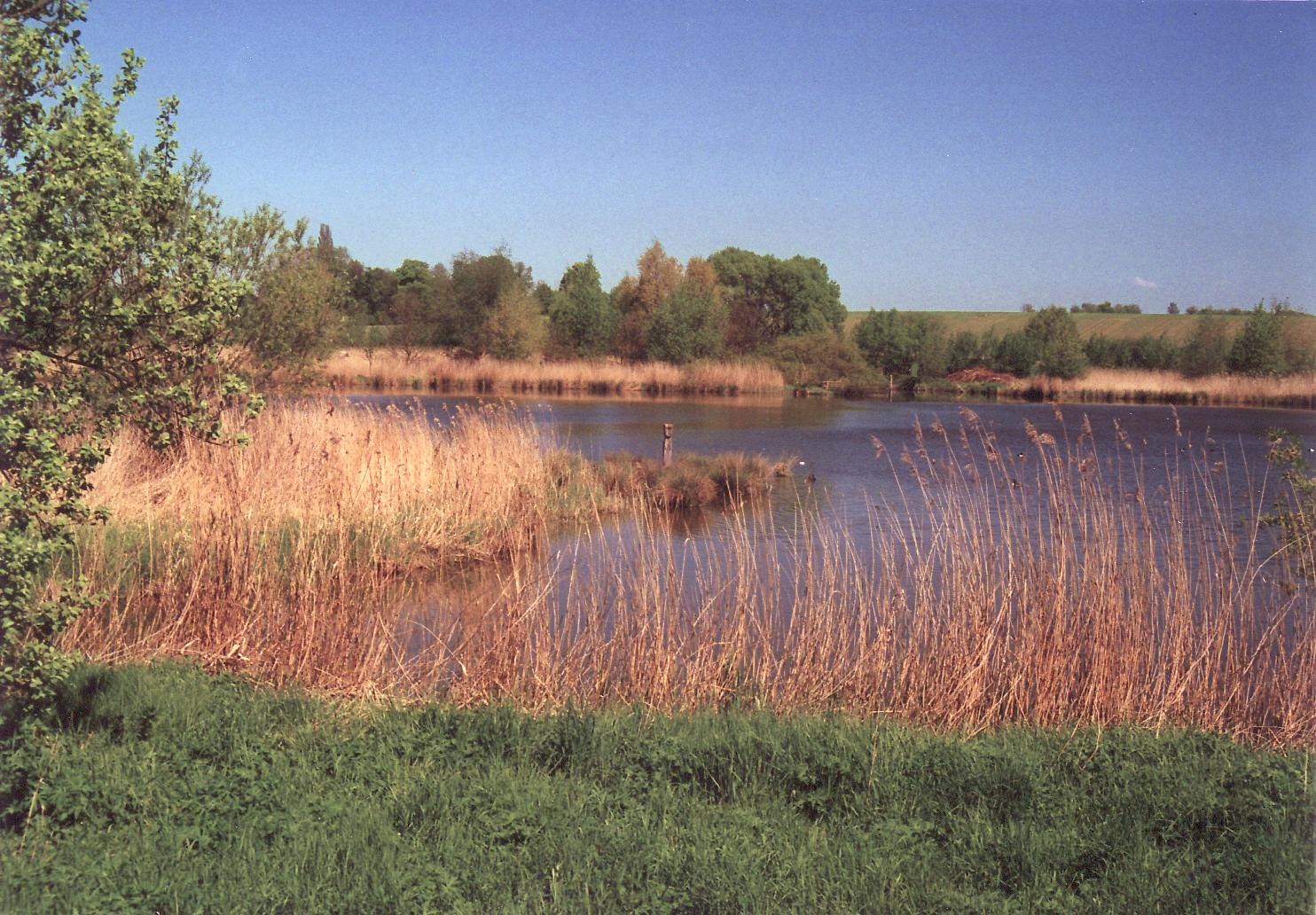
Das Opfermoor östlich von Oberdorla

Traditionsfeste sind das Pfingstfest, das Kinderfest und die Kirmes. Zentraler Festplatz ist jeweils der Anger. Speziell an Pfingsten werden verschiedene Bräuche abgehalten. Am Pfingstmontag wird der Schößmeier, ein etwa 3 Meter hohes Gebinde aus blumengeschmückten Kränzen durch den Ort gefahren. Dieser Brauch findet seinen Ursprung im germanischen Blumenfest. Zuvor findet die Spritzenprobe statt, bei der die sogenannten Rechnungsburschen gegen die Freiwillige Feuerwehr antreten müssen. Pfingstdienstag tritt der Strohbär in Aktion, der durch den Ort geführt wird. Zu Pfingsten wird, wie vielerorts, eine Birke als Pfingstmaie aufgestellt. Auf dem mit Linden gesäumten Festplatz am östlichen Hainichrand findet, ebenfalls alljährlich, das Fest der Laubgenossenschaft Oberdorla statt.

### Baudenkmäler
- Der Anger:

Der mit einem halben Hektar Fläche größte Dorfanger Thüringens befindet sich in Oberdorla. Er ist mit Linden und Kastanien bestanden und Standort dreier Denkmale. Der alte Gerichtstisch ist noch vollkommen erhalten, an ihm wurde sechsmal im Jahr Gericht abgehalten. Alle männlichen Einwohner der Vogteidörfer mussten teilnehmen. Rechts neben dem Tisch steht das Gefallenendenkmal, das an die im deutsch-französischen Krieg 1870/71 verstorbenen Soldaten aus Oberdorla erinnert. Das links vom Tisch stehende Denkmal aus dem Jahre 1886 erinnert an den Gang der Vogteier im Sommer 1785–1786 nach Wien, um Kaiser Joseph II. persönlich eine Bittschrift zur Regelung der Territorialfrage der Vogtei zu übergeben.
- St. Peter und Paul:

Die ehemalige Stiftskirche befindet sich unweit des Dorfangers. Am Portal der romanischen Kirche befinden sich Kopien der beiden eindrucksvollen Apostel-Darstellungen. Die stark verwitterten Originale befinden sich im Kircheninneren.
- Die Oberdorlaer Heimatstuben:

Diese Einrichtung ist ein 2007 im ehemaligen Bürgermeisteramt am Anger eingeweihtes und 2008 stark erweitertes Heimatmuseum mit Ausstellungen zum dörflichen Alltagsleben, zur Dorf- und Kirchengeschichten sowie zum Vogteier Brauchtum. Ausgestellt werden z. B. ein Modell von Kirche und Stift Sankt Peter und Paul, die alte Wetterfahne sowie ein Strohbär. Die Figur geht am Pfingstdienstag durch den Ort. Außerdem beinhaltet das kleine Museum einen separaten Raum für den in Oberdorla geborenen und aufgewachsenen Komponisten und Chorleiter Gunther Erdmann.
- Das ehemalige „Badehaus“

Es befand sich im heute denkmalgeschützten und schönsten Fachwerkhaus des Ortes – Bahnhofstraße 14 (erbaut im Jahre 1732).
- Der Mittelpunkt Deutschlands:

Etwa 1.000 m östlich des ehemaligen Bahnhofs von Oberdorla befindet sich in der Gemarkung Niederdorla der geographische Mittelpunkt Deutschlands. Dort wird alljährlich ein Mittelpunktsfest gefeiert.
- Die Mallinden:

An der Flurgrenze zwischen Ober- und Niederdorla an der Straße nach Langula befindet sich der mittelalterliche Gerichtsplatz „Mallinden“. Er besteht aus drei alten Lindenbäumen,  bei denen nach der Überlieferung Gericht gehalten wurde. Nach alten Schriften wurden hier auch Hinrichtungen vollzogen, so an einer Frau, die auf dem Scheiterhaufen als Hexe verbrannt wurde.

### Naturdenkmäler
Westlich von Oberdorla befinden sich in der offenen Flur die Erdfallquellen „Kainspring“, „Melchiorbrunnen“ und der Dittelhainsbrunnen. Der Spittelbrunnen im Nordwesten ist eine episodisch auftretende Quelle, hier befand sich die mittelalterliche Dorfstelle Sprudelborn. Das einstige Opfermoor ist ein nach dem Ende des Torfabbaus wieder erstandenes Gewässer, es war ursprünglich eine ausgedehnte, wassergefüllte und schrittweise verlandete Senke nördlich der Dorla-Orte, an der sich bereits in frühgeschichtlicher Zeit Kultzentren befanden.

### Bildhauersymposium
In der DDR fand im Steinbruch Oberdorla ab 1980 wiederholt ein Bildhauersymposium des Verbands Bildender Künstler der DDR statt.

## Wirtschaft
Der größte Teil der Flur wird ackerbaulich und als Grünland genutzt. Landwirtschaftliche Produktionsanlagen liegen am Nordwestrand des Ortes. Mit 1124 ha hat Oberdorla im Westen des Ortes einen Anteil an der Waldfläche des Hainich. Der Oberdorlaer Wald wird unter Regie des Forstamtes Hainich-Werratal gemeinschaftlich von der Laubgenossenschaft (hier Waldgenossenschaft) des Ortes als Buchen-Plenterwald genutzt. Nur kleine Flächen im Senkig sind mit Fichte und anderen Nadelhölzern aufgeforstet, die im Hainich allerdings nicht heimisch sind. Auf Oberdorlaer Gemarkung im Hainich befindet sich auch ein Steinbruch, in dem über Tage Werkstein und Schotter (Muschelkalk) abgebaut wird. Im Südwesten befindet sich eine größere Baumschule, im Osten entlang der Landstraße zwischen Mühlhausen und Eisenach ein Gewerbegebiet mit der Niederlassung eines Möbelhauses, Gewerbebetrieben und einer Tankstelle. Ausgangspunkt für die Entwicklung des Gewerbes war der Bahnhof im Osten des Ortes.

## Verkehr
Die Verkehrsanbindung erfolgt über die L 1016 zwischen Mühlhausen und Eisenach, die östlich des Ortes vorbeiführt. Die Mühlhäuser Straße (L 2104) führt vom Abzweig am ehemaligen Gunzelhof in den Ort hinein. Sie biegt am Anger nach rechts in westlicher Richtung ab und führt von Oberdorla über den Hainich nach Heyerode.
Von 1911 bis 1969 hatte Oberdorla eine Anbindung an die Bahnstrecke Mühlhausen–Treffurt („Vogteier Bimmel“), die über den Hainich hinweg das Mühlhäuser Becken mit dem Werratal verband. Von der alten Bahnstrecke sind noch Abschnitte des Bahndamms und das alte Bahnhofsgebäude übrig geblieben. Über die ehemalige Strecke führt von Oberdorla teilweise ein Radweg nach Diedorf und Felchta.
In Nord-Süd-Richtung wird Oberdorla vom Unstrut-Werratal-Radwanderweg gequert, der den Ort im Westen tangiert. Parallel verlaufen der Lutherweg Thüringen - Westschlaufe und die Rote Route vom Nationalpark Hainich. In Richtung Osten schließt sich das Radtourennetz Unstrut-Hainich-Kreis an.

## Naturschutz

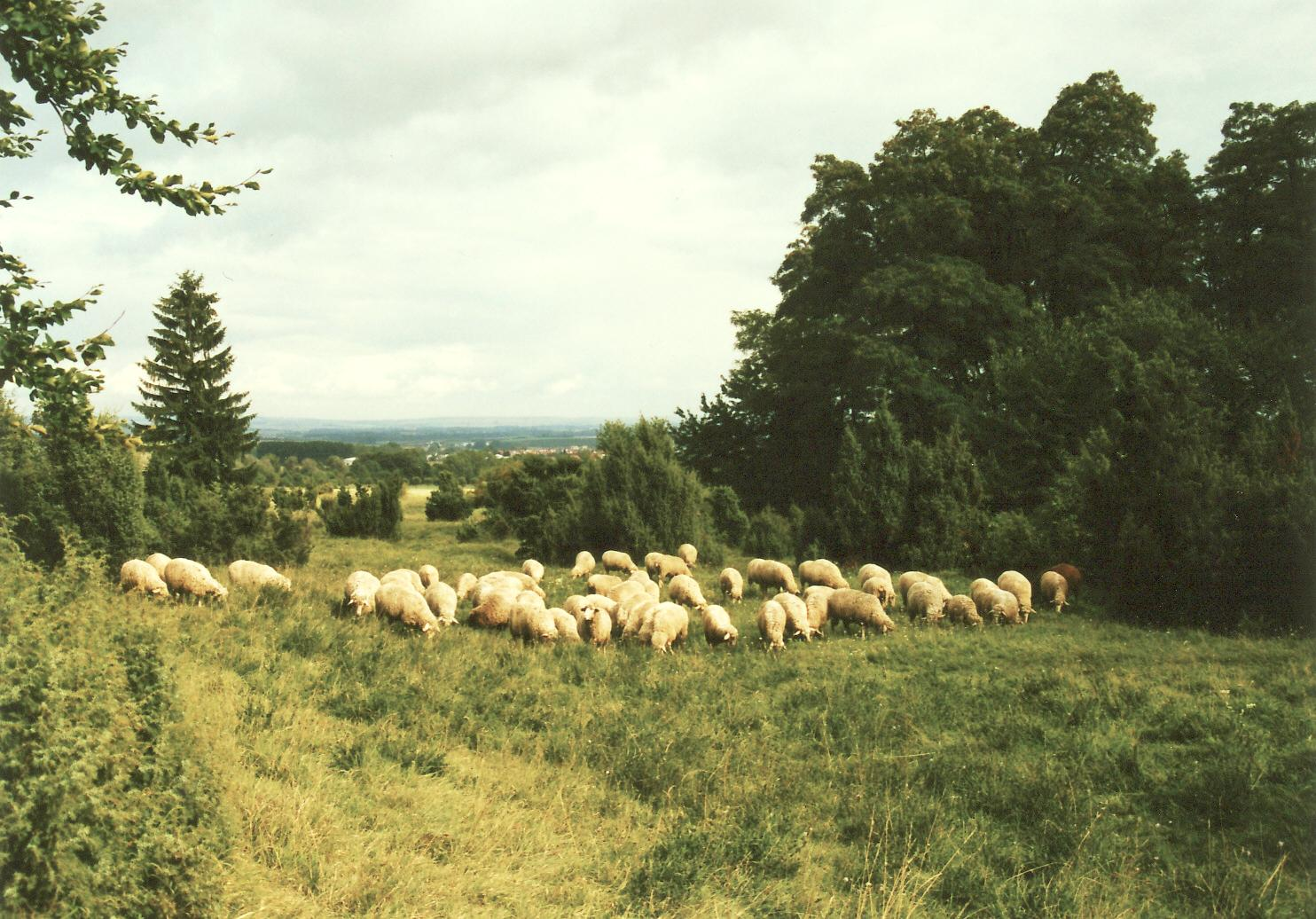
Wacholderheide bei Oberdorla

Entlang eines Steingrabens an der Landstraße zwischen Oberdorla und Heyerode zieht sich eine etwa ein Kilometer lange, schmale Schaftrift mit lockerem Gehölzbestand, darunter zahlreiche Wacholdersträucher. Das Gebiet ist seit 1983 auf einer Fläche von 6,8 Hektar als Flächennaturdenkmal unter Schutz gestellt und wird weiterhin extensiv mit Schafen beweidet. Den größten Flächenanteil nehmen Kalkmagerrasen mit zum Teil seltenem Artenbestand ein. Die Karstquellen Kainspring und Melchiorbrunnen westlich des Ortes sind seit 1941 ausgewiesene Naturdenkmale.

## Öffentliche Einrichtungen
- Sitz der Gemeindeverwaltung Vogtei
- Vogteischule Oberdorla
- Kindergarten „Vogteier Knirpse“
- evangelischer Kindergarten „Kinderschlösschen“

## Söhne und Töchter des Ortes
- Konrad Kleinschmidt (1768–1832), Missionar der Herrnhuter Brüdergemeine auf Grönland, Sprachforscher und Übersetzer
- Simon Bang (1855–1928), Oberschulrat und Sachbuchautor
- Walter Karmrodt (1927–2017), Heimatforscher und Autor von Sachbüchern über die Thüringer Geschichte
- Manfred Böttcher (1933–2001), Maler und Grafiker
- Gunther Erdmann (1939–1996), Komponist und Chorleiter
- Joachim Böttcher (1946–2022), Maler und Bildhauer
- Eva Weißenborn (* 1954), Schauspielerin

## Film
Die Ecke, ARTE / MDR 21.11.2022, Film von Christa Pfaffenroth